# Dankvart Dreyer
Dankvart Christian Magnus Dreyer, född 13 juni 1816, död 4 november 1852, var en dansk konstnär.
Dreyer, som kom från Assens, framträdde först med figurkompositioner men slog sig snart på landskapsmålning och utförde fint stämda bilder, särskilt från Fyn. Dreyer är representerad vid bland annat Nationalmuseum i Stockholm.